# Marius Andruh
Marius Andruh (Bukarest, 1954. július 15. –) román kémikus, a Román Akadémia tagja.

## Élete
A bodzavásári “B. P. Hasdeu” középiskolában végzett tanulmányai után az Universitatea din București (Bukaresti Egyetem) hallgatója volt a szervetlen kémia osztályon, 1979-től. 1988-ban doktori címet szerzett, majd tovább folytatta tanulmányait Párizsban és Göttingenben.
1984-től nem csak hallgatója, hanem tevékeny tagja az egyetem szervetlen kémia osztályának, majd pedig 1996-tól tanár, majd pedig 2004-től osztályvezető. 1994-1996 között a Québeci Egyetem docense.

## Munkássága
Munkássága főleg a koordinációs polimerek tanulmányozásához köthető, egy egyéni módszer által ő hozott létre először olyan egydimenziós nanomágneseket, amelyek három különböző fémiont tartalmaznak. Kutatási eredményei több, mint 250 különböző publikációban jelentette meg, valamint négy könyvfejezetben. Ezekre összességében több, mint 6300-szor hivatkoztak (h-index = 40). Publikációi közül húsznál is több a legnézettebb és legidézettebb cikk volt neves nemzetközi kémiai szakfolyóiratokban, mint a hemical Communications, Chemistry – A European Journal, Inorganic Chemistry, Dalton Transactions, Crystal Growth & Design, European Journal of Inorganic Chemistry, Coordination Chemistry Reviews, New Journal of Chemistry, CrystEngComm., Inorganica Chimica Acta.
Az általa vezetett labor része volt a MAGMANet Projekt-nek (2005-2009), mely több neves, molekuláris mágnesességgel foglalkozó európai labort egyesített, és amely projekt eredményeként létrehozták az European Institute of Molecular Magnetism (EIMM) szervezetet, amely igazgatóságának Marius Andruh is tagja volt 2008-2013 között.
Vendégprofesszorként több egyetemet is meglátogathatott, köztük a manchesteri, toulouse-i, strasbourgi, valenciai, göttingeni, brnói, bordeaux-i egyetemeket, valamint az Institut Universitaire de France és az Universidade Federal Fluminense Niteroi/Rio de Janeiro egyetemeket is.
Nemzetközi szinten több, mint 100 konferenciát tartott meg több híres egyetemen. Ennek is köszönhetően több nemzetközi tudományos bizottság tagja és konferenciák meghívottja, többek között:
- International Conference on Molecular Magnetism
- Winter School on Coordination Chemistry, Karpacz, Lengyelország
- European Materials Research Society – Symposium Design, characterization and modelling of molecule-based magnetic materials

## Fordítás
- Ez a szócikk részben vagy egészben  a   Marius Andruh című román Wikipédia-szócikk ezen változatának fordításán alapul.  Az eredeti cikk szerkesztőit annak laptörténete sorolja fel. Ez a jelzés csupán a megfogalmazás eredetét és a szerzői jogokat jelzi, nem szolgál a cikkben szereplő információk forrásmegjelöléseként.